# Антті Гяккянен
Антті Едвард Гяккянен (фін. Antti Edvard Häkkänen нар. 16 січня 1985, Мянтюгар'ю, Південна Савонія, Східна Фінляндія, Фінляндія) — фінський громадський і політичний діяч, діючий Міністр оборони Фінляндії, міністр юстиції Фінляндії (2017 — 2019), депутат Едускунти..

## Життєпис
В 2004 році Антті Гяккянен закінчив середню школу Мянтюхар'ю. Має ступінь магістра права Гельсінського університету. Він написав свою магістерську роботу з історії права на тему економічних відносин між муніципалітетами та державою з точки зору конституційного статусу муніципальної податкової системи.
Гяккянен родом з Мянтюхар'ю в Етеля-Саво і служив у муніципальній раді Мянтюхар'ю з 2009 року. 
Гяккянен був обраний головою Молодіжної ліги коаліції в листопаді 2011 року на дворічний термін 2012–2013. Наприкінці 2012 року Саул Шубак, тодішній віце-президент профспілки, викликав резонанс у Facebook своєю думкою про скасування виплат на дітей. Гаккянен оголосив, що Шубак шкодить профспілці, і сподівався на його відставку, після чого Шубак подав у відставку. 
У січні 2013 року Гаккянен пішов у відставку з посади голови в середині терміну і став спеціальним помічником прем'єр-міністра Юркі Катайнена. Гяккянен також працював спеціальним помічником міністра транспорту та муніципалітетів Паули Рісіко.
Гаккянен був кандидатом на виборах до Європейського парламенту 2014 року як кандидат від коаліції, але не був обраний з 12 449 голосами. На парламентських виборах 2015 року він був кандидатом від нового виборчого округу Південно-Східної Фінляндії. Він отримав 6216 голосів і , депутат Едускунти від партії Національна коаліція (з 22 квітня 2015).
Гаккянен був обраний віце-головою коаліції на партійних зборах у червні 2016 року з найбільшою кількістю голосів. Президент Республіки призначив його міністром юстиції в уряді Сіпіля в п'ятницю, 5 травня 2017 року Гаккянен  став міністром юстиції Фінляндії, ставши наймолодшим міністром (32 роки) в кабінеті Сіпіля.

### На посаді Міністра юстиції Фінляндії
2017 Гаккянен обрав своїм помічником Тапані Мякінен, колишнього члена парламенту від коаліції. Савон Саномат назвав призначення Мякінена «дуже особливим», оскільки його публічно підозрювали у фінансовій недбалості та корупції. Сам Мякінен подав у відставку у квітні 2018 року через підозри проти нього в кримінальних справах.
На парламентських виборах 2019 року Гаккянен був обраний на наступний термін з 20 234 голосами, що стало третім результатом у всій країні та найбільшою кількістю голосів, отриманих кандидатом від коаліції.
Гаккянен не кидав виклик нинішньому голові коаліції Петтері Орпо на партійному з’їзді 2020 року. Він був обраний на наступний термін віце-президентом Коаліції в 2020 році, отримавши 540 голосів, що було найбільшою кількістю голосів серед кандидатів від VPJ і на 13 голосів більше, ніж Еліна Валтосе, яка отримала друге місце за кількістю голосів. Антті Гаккянен був обраний на партійних зборах 2022 року в Калайокі на четвертий віце-президентський термін. Гаккянен отримав найбільше голосів серед віце-президентів на виборах — 609.
У 2023 році Хаккянен був обраний до парламенту з 21 378 голосами. Сума голосів складала понад 9 відсотків голосів у виборчому окрузі Південно-Східної Фінляндії. 

### На посаді Міністра оборони Фінляндії
Хаккянен був призначений міністром оборони в уряді Орпо 20 червня 2023 року.
На початку серпня 2023 року Гаккянен заявив, що серйозно розглядає можливість балотуватися на президентських виборах 2024 року і оголосить про своє рішення в серпні-вересні. Згідно з опитуванням Helsingin Sanomat, Гаккянен був улюбленим партійним кандидатом у президенти депутатів від Kokoomos, і його підтримали шість районних організацій Kokooomusnuorten, а за даними Ilta-Sanomi також райони Uusimaa, Häme, Southeastern Фінляндії та Лапландії. 
Після того, як 14 серпня 2023 партійна рада коаліції вирішила запропонувати Александру Стуббу стати кандидатом від партії, Гаккянен заявив, що не має наміру балотуватися, але підтримує це рішення.
У січні 2024 року Гяккянен закликав до повної заборони російських операцій з нерухомістю у Фінляндії та створив міжурядову робочу групу для підготовки законодавства з цього питання. За його словами, Росія «також може спробувати використати нерухомість для певних спроб впливу», а повна заборона на операції з нерухомістю запобіжить таким спробам .